# 新昌镇 (溧阳市)
新昌镇，是中华人民共和国江苏省常州市溧阳市下辖的一个已撤销乡镇级行政单位，位于溧阳市中部。2007年撤销。

## 历史
新昌镇前身为新昌乡，1949年设立，隶属於县辖南渡区，1957年后直属於溧阳县，1958年至1983年期间改称新昌公社。
1993年底新昌撤乡建镇。2000年初蒋店乡撤销并入，2007年撤销新昌镇，原辖地划归溧城镇（后改属昆仑街道）、南渡镇和天目湖镇。

## 行政区划
撤销前新昌镇下辖以下地区：
新昌镇社区、新昌村、新东村、淦西村、大渚村、石街村、山南村、毛尖村、大山下村、胡桥村、陶家村、马塘村、蒋店村、勤丰村、合心村和钱家圩村。